# أبو علي اللؤلؤي
أبو علي محمد بن أحمد بن عمرو اللؤلؤي هو محدّث بصري ثقة من تلامذة أبي داود، وأشهر رواة سنن أبي داود، لزم أبا داود مدة طويلة يقرأ السنن للناس، توفي سنة 333 هـ.

## طلبه للحديث
- حدث عن: أبي داود السجستاني، ويوسف بن يعقوب القلوسي، والحسن بن علي بن بحر، والقاسم بن نصر، وعلي بن عبد الحميد القزويني.
- وحدث عنه: الحسن بن علي الجبلي، والقاضي أبو عمر القاسم بن جعفر الهاشمي، وأبو الحسين الفسوي، ومحمد بن أحمد بن جميع، وغيرهم.
- قال عنه أبو عمر الهاشمي: «كان أبو علي اللؤلئي قد قرأ كتاب "السنن" على أبي داود عشرين سنة، وكان يدعى وراق أبي داود، والوراق في لغة أهل البصرة: القارئ للناس. قال: والزيادات التي في رواية ابن داسة حذفها أبو داود آخرًا لأمر رابه في الإسناد».[3]